# Spriana
Spriana település Olaszországban, Sondrio megyében. Lakosainak száma 82 fő (2023. január 1.). Spriana Montagna in Valtellina, Sondrio és Torre di Santa Maria községekkel határos.

## Népesség
A település népességének változása:
| Lakosok száma | 93   | 87   | 82   |
|               | 2017 | 2018 | 2023 |